# Brachyplatystoma
Brachyplatystoma são um género zoológico de peixes siluriformes de água doce da família de los pimelódidos, nativos de América do Sul.

## Espécies
- Subgênero Brachyplatystoma:
  - Brachyplatystoma juruense (Boulenger, 1898)
  - Brachyplatystoma platynemum Boulenger, 1898
  - Brachyplatystoma tigrinum (Britski, 1981)
  - Brachyplatystoma vaillantii (Valenciennes, 1840) (piramutaba)
- Subgênero Malacobagrus
  - Brachyplatystoma capapretum Lundberg & Akama, 2005[2]
  - Brachyplatystoma filamentosum (Lichtenstein, 1819) (piraíba)
  - Brachyplatystoma rousseauxii (Castelnau, 1855) (dourada)